# کونستا کاروچیو-لنز
کونستا کاروچیو-لنز (انگلیسی: Consetta Caruccio-Lenz; ۲۶ سپتامبر ۱۹۱۸ – ۲ ژوئیهٔ ۱۹۸۰) ژیمناست هنری زن اهل ایالات متحده آمریکا بود.